# Pour qui voterai-je ?

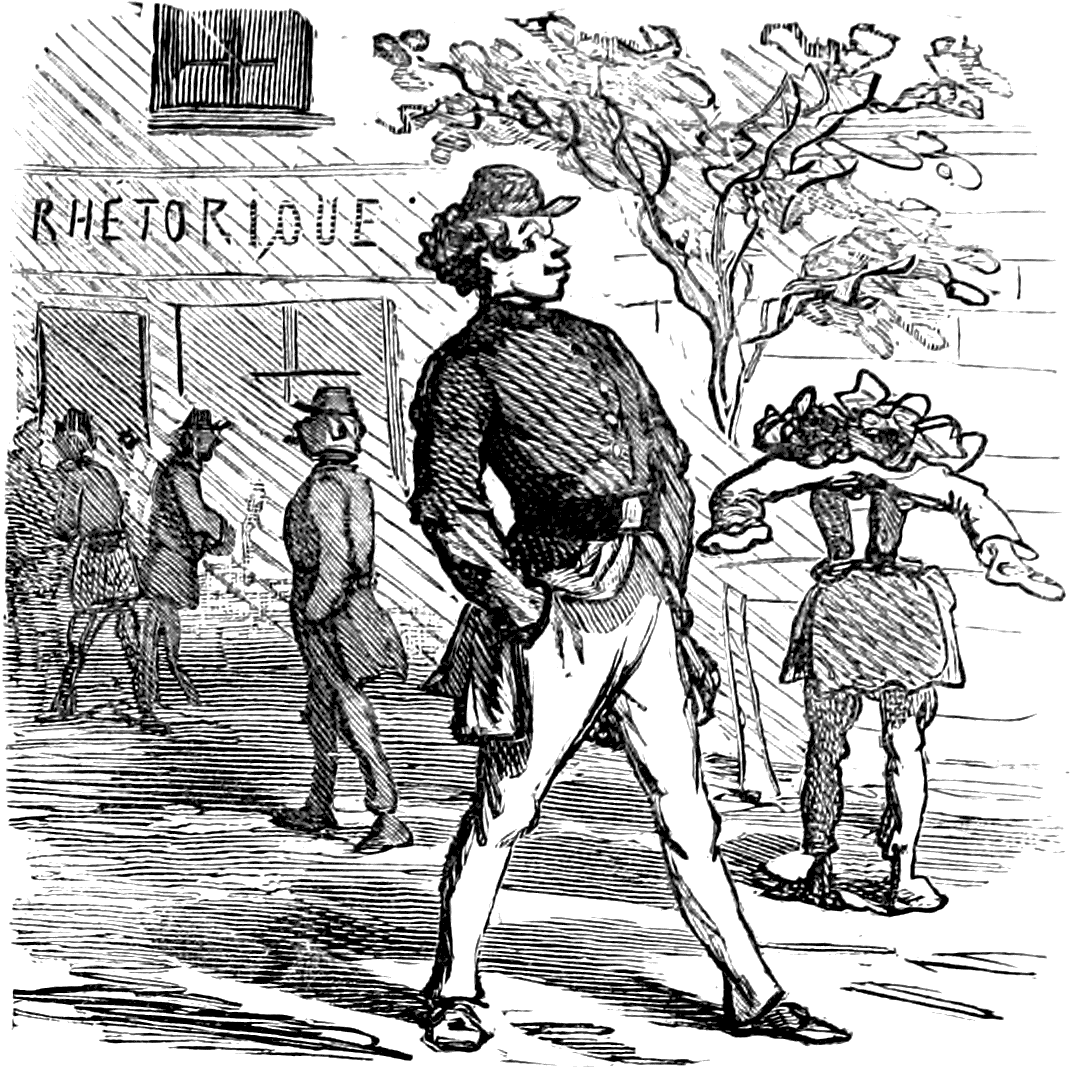
Dans six ans je serai électeur ; pour qui voterai-je ? Dessin de Cham en 1869 pour Le Charivari.

Pour qui voterai-je ? est une scène comique d’Eugène Labiche, avec la collaboration d'Adolphe Choler, représentée pour la première fois à Paris au théâtre des Variétés le 1er décembre 1849.
Cette pièce n'a pas été imprimée.